# Folkeafstemningen om en ændring af Tyrkiets forfatning
Folkeafstemningen om en ændring af Tyrkiets forfatning var en folkeafstemning, der afholdtes i Tyrkiet 16. april 2017. Folkeafstemningen, der handlede om at lave ændringer i den tyrkiske forfatning, blev en realitet efter at Tyrkiets parlament havde vedtaget forslaget med 339 stemmer for. Der krævedes 330 stemmer (3/5) ud af parlamentets 550 pladser, for at vedtage forslaget. Regeringspartiet AKP havde selv 316. 51,3% af vælgerne stemte "ja".

## Resultatet
Om aftenen blev det offentliggjort, at blandt de 53 mio. stemmeberettigede tyrkere havde 51,3% stemt "ja", omend det endelige resultat kan være tolv dage undervejs.
Blandt tyrkere, der er bosat i udlandet var "ja"-procenten i flere lande højere end i det samlede resultat. Udlandstyrkere har kunnet stemme i to uger op til valget. I Tyskland, hvor ca. halvdelen af udlandstyrkerne bor, stemte 63,1% "ja", i Holland 71%, i Østrig 73,5% og i Belgien 75,1%. I Schweiz var der dog ikke flertal for en ændring idet blot 38% støttede forslaget. I Danmark deltog en tredjedel af de ca. 33.000 stemmeberettigede i valget, hvoraf knap 61% stemte "ja".

## Ændringerne
Med ændringen får præsidenten flere magtbeføjelser. Blandt andet kan præsidenten udstede dekreter, hyre ministre og embedsfolk og opløse landets parlament, ligesom præsidenten vil kunne sidde i længere tid.
Derudover kan præsidenten annoncere en undtagelsestilstand og parlamentet mister sit ret til at undersøge ministrene. Parlamentet kan dog undersøge præsidenten eller starte en rigsretssag mod præsidenten, hvis der er et flertal for det. Derudover stiger antallet af parlamentarikere fra 550 til 600. Præsidentens embedsperiode bliver desuden begrænset til to perioder á fem års varighed. Desuden forsvinder premierministerposten, eftersom præsidenten bliver både statsoverhoved og regeringsleder. Derimod kan der fremover udpeges 2-3 vicepræsidenter.

## Valgkamp i Europa
Efter en lovændring to år tidligere har tyrkere, bosat i udlandet, også stemmeret ved valg i Tyrkiet. Dette medfører, at tre millioner tyrkere, bosat i udlandet (5-6% af alle stemmeberettigede), også kan stemme ved dette valg. På grund af denne lovændring har tyrkiske politikere haft interesse i at føre valgkamp i andre lande, blandt andet Holland og Tyskland. I Tyskland alene var der planlagt 30 vælgermøder.
Af de europæiske lande bor der flest tyrkiske statsborgere i Tyskland, hvor der er 1,4 mio. registrerede vælgere. Dernæst følger Frankrig (318.000), Holland (246.000), Belgien (133.000), Østrig (108.000), Schweiz (93.000), England (87.000), Sverige (37.000), Danmark (33.000) og Italien (14.000).
Både Holland, Tyskland, Danmark, Schweiz og Østrig har nægtet tyrkiske ministre at komme ind i deres lande. Frankrig gav dog udenrigsministeren lov til et deltage i et vælgermøde i Metz.
Ifølge den tyrkiske valglov er det slet ikke tilladt at føre valgkamp i udlandet, hvorfor de tyrkiske politikere heller ikke har omtalt deres handlinger som sådan. De har hævdet, at de deltager som privatpersoner.

### Tyskland
Borgmesteren i den sydtyske by Gaggenau blokerede for, at den tyrkiske justitsminister, Beki Bozdag, kunne få lov til at deltage i et folkemøde, hvilket fik Tyrkiet til at give den tyske ambassadør en reprimande. Ifølge forbundskansler Angela Merkel er det en kommunal beslutning, hvorvidt Bozdag kunne få lov til at deltage i dette møde. Det endte med, at den tyrkiske regering aflyste alle arrangementer i Tyskland.

### Holland
Den tyrkiske udenrigsminister Mevlet Cavusoglu skulle have deltaget i et vælgermøde i Rotterdam i Holland, men det blokerede den hollandske regering for. Efterfølgende forsøgte den tyrkiske familieminister, Fatma Betul Sayan Kaya, at komme ind i Holland over land, men hun blev stoppet ved grænsen. Hun blev dog efterfølgende eskorteret til det tyrkiske konsulat i Rotterdam.
Episoderne har fået den tyrkiske præsident Recep Tayyip Erdoğan til at kalde den hollandske regering for nazister og Holland for en bananrepublik. Og opfordrede til at indlede internationale sanktioner mod Holland. Derudover har Tyrkiet lukket sit luftrum for hollandske diplomater og udvist deres ambassadør, Kees Cornelis van Rij, der dog er bortrejst, men ikke får lov til at rejse ind i landet igen.

### Danmark
Som en følge af ovenstående hændelser i Holland og Tyskland, valgte den danske statsminister, Lars Løkke Rasmussen at udskyde et besøg af den tyrkiske premierminister, Binali Yildirim. Beslutningen bakkes op af Socialdemokraterne og Radikale Venstre, men kritiseres af Enhedslisten, der ønskede at man brugte mødet til kritisere forholdene i Tyrkiet.

### Schweiz
I forbindelse med en demonstration i Bern i Schweiz i slutningen af marts medbragte nogle af demonstranterne en protestplakat, der signalerede, at den tyrkiske præsident skulle dræbes. Anklagemyndigheden vil undersøge, hvorvidt dette budskab er lovligt. En lov forbyder nemlig opfordringer til vold.